# 斯基特·亨利
赫尔曼·亨利（英語：Herman Henry，1967年12月8日—），美国NBA联盟前职业篮球运动员。